# Hydaticus limnetes
Hydaticus limnetes är en skalbaggsart som beskrevs av Guignot 1955. Hydaticus limnetes ingår i släktet Hydaticus och familjen dykare. Inga underarter finns listade i Catalogue of Life.